# Thương Tín (diễn viên)
Bùi Thương Tín, thường được biết đến với nghệ danh Thương Tín (sinh ngày 14 tháng 9 năm 1956), là một diễn viên điện ảnh người Việt Nam. Ông khởi đầu sự nghiệp từ bộ môn nghệ thuật cải lương, nhưng Thương Tín được biết đến nhiều hơn cả là trong lĩnh vực điện ảnh với việc đã thủ vai gần 200 bộ phim. Ông là một diễn viên thành công trong những thập kỷ 1980 và 1990 với kỷ lục về số phim nhựa ông đóng trong 1 năm.

## Tiểu sử
Thương Tín sinh năm 1956 tại Phan Rang, Ninh Thuận trong một gia đình có chín người con, bác của ông là đạo diễn Bùi Sơn Duân (Lam Sơn). Đam mê nghệ thuật cải lương từ nhỏ. Khi mới 13 tuổi, Thương Tín đã bỏ nhà trốn theo một gánh hát cải lương chỉ để được vào vai lính, vai tốt và theo đoàn lưu diễn ở khắp nơi. Sau đó, gia đình gửi ông vào học tại Trường Quốc gia Âm nhạc và Kịch nghệ ở Sài Gòn. Khi mới ra trường, ông đầu quân cho Đoàn kịch nói Cửu Long Giang rồi Đoàn Kim Cương. Tại Đoàn Kim Cương, ông được đóng cặp với kỳ nữ Kim Cương và nhanh chóng trở nên nổi tiếng với những vở diễn gây ấn tượng mạnh với khán giả như: "Bông hồng cài áo", "Vực thẳm chiều cao", "Huyền thoại mẹ", "Tanhia"... Thương Tín đã diễn tổng cộng trên 100 vai kịch, hai phần ba số đó là vai chính, vai kép độc.
Thành công với sân khấu cải lương, Thương Tín bắt đầu tham gia vào lĩnh vực điện ảnh và cũng nhanh chóng được nhiều người biết đến, một số bộ phim ông tham gia như: vai thiếu tá Lưu Kỳ Vọng trong Ván bài lật ngửa, tướng cướp Bạch Hải Đường trong SBC, Sáu Tâm trong Biệt động Sài Gòn, Tám Thương trong Chiến trường chia nửa vầng trăng. Ông là diễn viên tham gia nhiều phim truyện nhựa, video nhất Việt Nam (tính đến năm 2015) với hơn 200 phim.
Thương Tín vốn là một nghệ sĩ đào hoa, ông đã có nhiều cuộc tình với nhiều nữ nghệ sĩ, và cuối cùng cưới ca sĩ Mỹ Dung, có một người con trai, và có một khoản thời gian ông theo vợ qua California, Mỹ, nhưng vì không chịu được cuộc sống nhàm chán, nhớ quê nhớ nghề, ông một mình quay về nước cùng con trai để tiếp tục sự nghiệp của mình. Hiện nay, ông đã về hưu và về sống cùng ba mẹ ông tại Phan Rang để chăm sóc 2 ông bà.
Trong một bài phỏng vấn năm 2019, Thương Tín cho biết ông từ chối nhiều lời đề nghị giúp đỡ vì cho rằng lúc tôi giàu có, sung sướng cũng chỉ một mình tôi hưởng thì tại sao lúc cuộc sống không được như ý lại phải nhờ đến sự giúp đỡ từ mọi người? Cuối tháng 2 năm 2021, Thương Tín bị đột quỵ, được đưa đi cấp cứu tại bệnh viện Đa khoa Tâm Trí Sài Gòn. Trong khoảng thời gian trước đó, ông trọ tại quận 12, Thành phố Hồ Chí Minh trong một phòng trọ chật chội, trong khi vợ và con sinh sống tại Phan Rang. Sau khi biết được hoàn cảnh khó khăn của ông, nhiều nghệ sĩ và mạnh thường quân đã quyên góp được 800 triệu đồng và một chiếc xe ô tô (do người quen tặng), trong đó, ngoài phần tiền dùng để trả viện phí và lập sổ tiết kiệm cho con gái nam nghệ sĩ cho đến năm 18 tuổi, Thương Tín được nhận 100 triệu đồng tiền mặt, 400 triệu trong số tiền trên được trao đến vợ của ông, thông qua tài khoản cá nhân. Tháng 11 năm 2021, ông thông báo đã bị nhiễm Covid-19, đồng thời không còn tiền tiêu dùng và vợ con đã bỏ đi. Ngoài những lời động viên, Thương Tín cũng bị nhiều khán giả chỉ trích. Trước thắc mắc của cộng đồng mạng về vấn đề nam nghệ sĩ sử dụng tiền hỗ trợ, Trịnh Kim Chi cho biết về phần tiền hỗ trợ của mạnh thường quân chuyển thông qua cô là 400 triệu tiền mặt, ngoài số mua bảo hiểm khoảng 200 triệu đồng, cô đã hoàn tất việc trao hợp đồng bảo hiểm và tiền mặt giúp đỡ cho vợ nam nghệ sĩ . Cô cho biết không nắm được số tiền Thương Tín nhận riêng vào tài khoản của vợ. Trịnh Kim Chi cho biết do bận công việc nên không còn nhận hỗ trợ cho Thương Tín.
Ngày 17 tháng 7 năm 2024, Nghệ sĩ Thương Tín cho biết đã chia tay vợ thứ tư kém 32 tuổi, ông đã mang đồ đạc về sống trong căn phòng chưa đầy 10 m2 ở nhà mẹ đẻ.

## Bị bắt vì đánh bạc
Năm 2007, Thương Tín bị bắt giữ vì tổ chức đánh bạc tại quán của nhà. Kể từ đó, gia cảnh của Thương Tín rất khó khăn khi ông lập gia đình và phải nuôi vợ và con nhỏ.

## Phim tham gia với vai trò diễn viên
1. Biệt động Sài Gòn (vai Sáu Tâm) (1986) với 4 phần:
  1. "Điểm hẹn"
  2. "Tình lặng"
  3. "Cơn giông"
  4. "Trả lại tên cho em"
2. Ván bài lật ngửa (vai thiếu tá Lưu Kỳ Vọng) (1982 - 1987)
3. Bài ca không quên
4. Vụ án viên đạn lạc
5. Săn bắt cướp (SBC) (vai tướng cướp Bạch Hải Đường) (1988)
6. Chiến trường chia nửa vầng trăng
7. Ngũ quái Sài Gòn (vai Thái Trượng Phu) (2006)
8. Anh chỉ có mình em (vai Tòng) (2006)
9. Tiếng quốc đêm mưa (vai Hồ Năm (Ba Nhánh)) (2007)
10. Những chiếc lá thời gian- vai ông Nhân (2007)
11. Nắng vài dữ (vai thầy giáo Vinh) (2007)
12. Sau ánh hào quang (vai ông Hưng) (2009)
13. Một thời ngang dọc
14. Đoạt hồn (vai ông Thảo) (2014)
15. Hận thù hoá giải
16. Già gân, mỹ nhân và găng tơ (vai ông trùm Chanh) (2015)
17. Canh bạc cuộc đời (vai ông Kha) (2015)
18. Kẻ giấu mặt
19. Đôi mắt âm dương
20. Tía ơi đừng say
21. Bên kia sông
22. Mỹ nhân Sài Thành(vai ông Phong) (2018)
23. Hai Cũ (1986)

- Trà hoa nữ

Và nhiều bộ phim khác

## Các phim đã đạo diễn
1. Vết sẹo
2. Vực thẳm phía trước